# Lacertaspis rohdei
Lacertaspis rohdei là một loài thằn lằn trong họ Scincidae. Loài này được Müller mô tả khoa học đầu tiên năm 1910.